# M/S Kungsholm (1928)

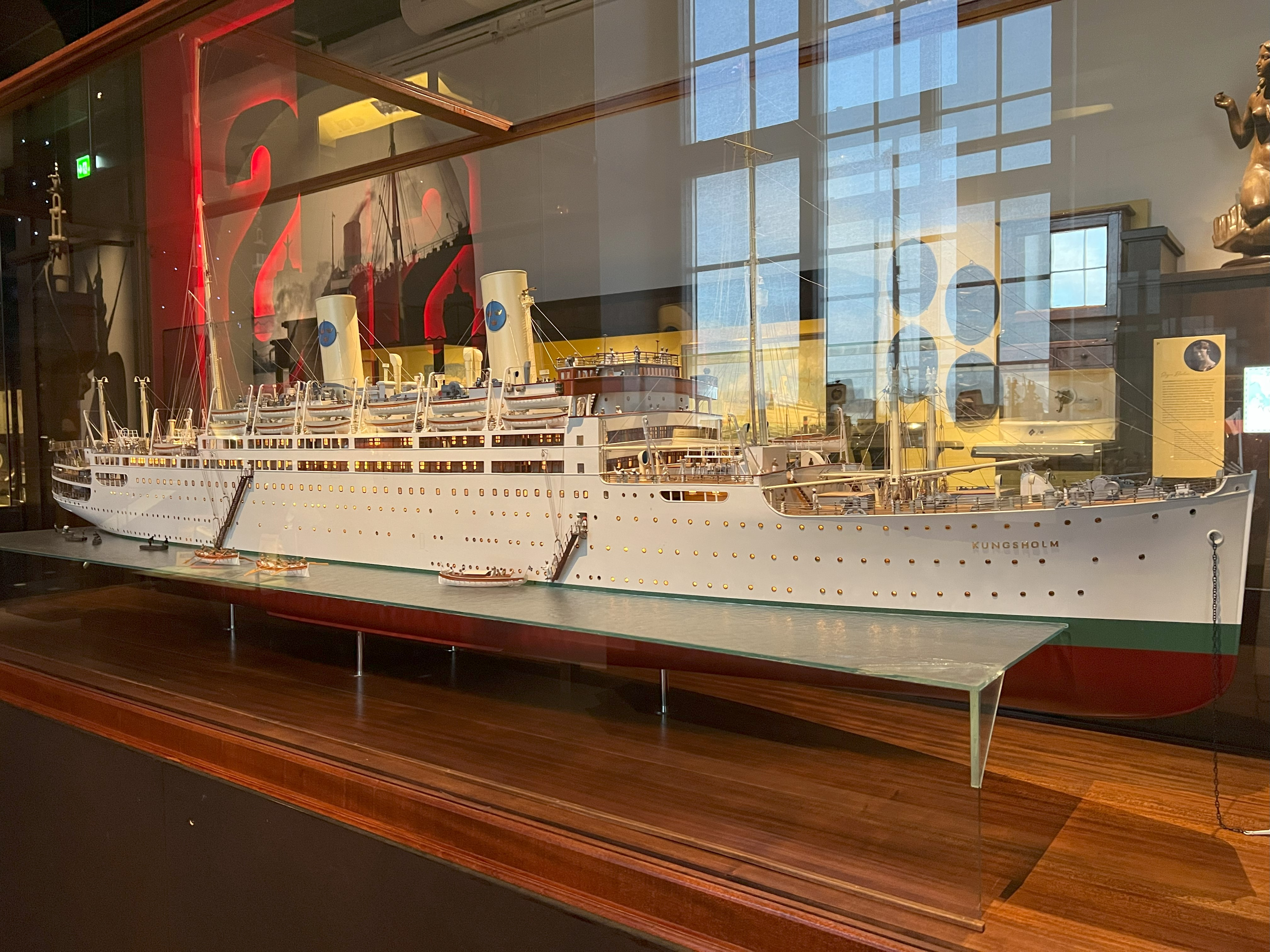
Modell av M/S Kungsholm på Sjöfartsmuseet Akvariet i Göteborg.

M/S Kungsholm var ett svenskt passagerarfartyg som tillhörde Svenska Amerika Linien och byggdes 1927–28 av skeppsvarvet Blohm & Voss i Hamburg.

## Bakgrund

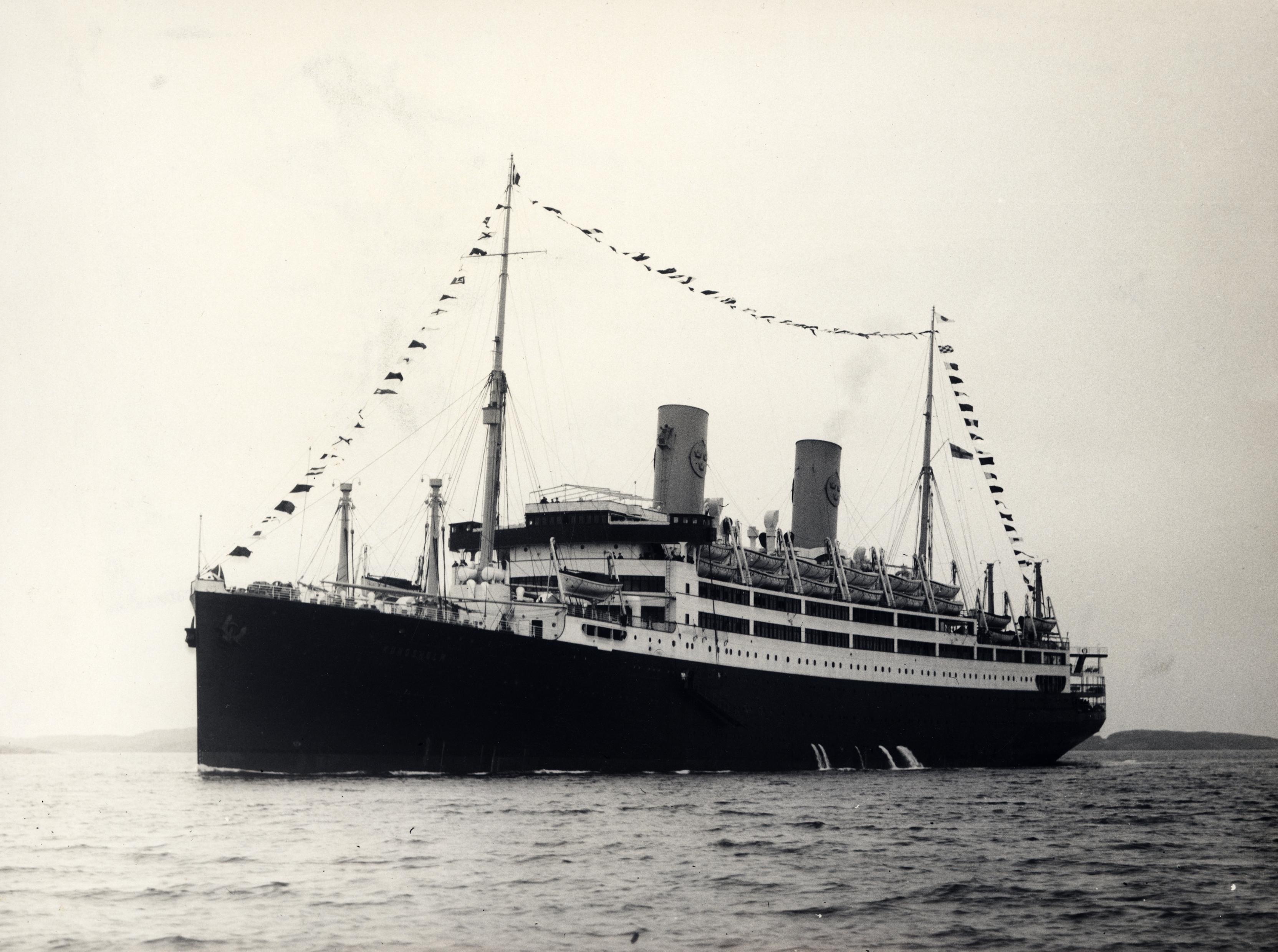
Kungsholm till havs i november 1928.

M/S Kungsholm var systerfartyg till det 1924 sjösatta M/S Gripsholm, båda hade beställts av Svenska Amerika Linien och båda var drivna med dieselmotorer, vilket var mycket ovanligt och nytt för linjefartyg på den tiden. De hade samma exteriör: svart skrov med vit överdel, stäven i rät vinkel mot vattenlinjen, två blekgula skorstenar med riksvapnet Tre kronor i ljusblå oval. Kungsholm sjösattes 17 mars 1928 och 11 november kom hon till Göteborg. Den 24 november avgick hon till New York, dit hon anlöpte 3 december 1928.

## Historia

### Storhetstid och krig

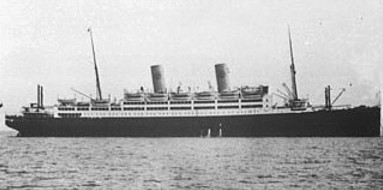
M/S Kungsholm omkring 1930.

M/S Kungsholms storhetstid varade i ungefär tio år, från 1929 till 1939. På somrarna korsade hon Atlanten ungefär två gånger i månaden och under vintern fungerade hon som kryssningsfartyg, oftast med start i New York. Många kända svenska personligheter hade rest med henne, bland dem Greta Garbo, Sigvard Bernadotte och paret Alva och Gunnar Myrdal med son Jan. Han beskriver sin resa på M/S Kungsholm i september 1938 i sin bok En annan värld. Senare riksdagsmannen Karl Bengtsson arbetade som skräddare ombord på fartyget under en period på 1930-talet.
Med utbrottet av andra världskriget blev atlantresorna farliga och den 13 december 1941 beslagtogs M/S Kungsholm under nära kuppartade former av den amerikanska regeringen, vilket snart hävdes. Den 4 januari 1942 sålde Svenska Amerika Linien Kungsholm till den amerikanska regeringen. M/S Kungsholm byggdes om till trupptransportfartyg för 410 man och döptes om till M/S John Ericsson. All inredning revs ut, slängdes eller spreds för vinden. I biblioteket inreddes kojer och man slog i spikar i svinläderstapeterna och valnötspanelerna. Praktiskt taget ingenting av M/S Kungsholms fantastiska ursprungsinteriör är bevarad idag.

### Efterkrigstiden
Efter kriget lades fartyget upp men eldhärjades svårt i New Yorks hamn år 1947. Samma år köpte Svenska Amerika Linien tillbaka sitt fartyg och reparerade det på ett varv i Genua. Avsikten var att hon skulle återfå sitt ursprungliga namn, men redan 1948 såldes hon till ett dotterbolag, där hon seglade under namnet M/S Italia. På 1960-talet fungerade fartyget bland annat som ett flytande hotell på Bahamas som M/S Imperial Bahama, år 1965 blev hon slutligt upphuggen i Bilbao.

## Interiören

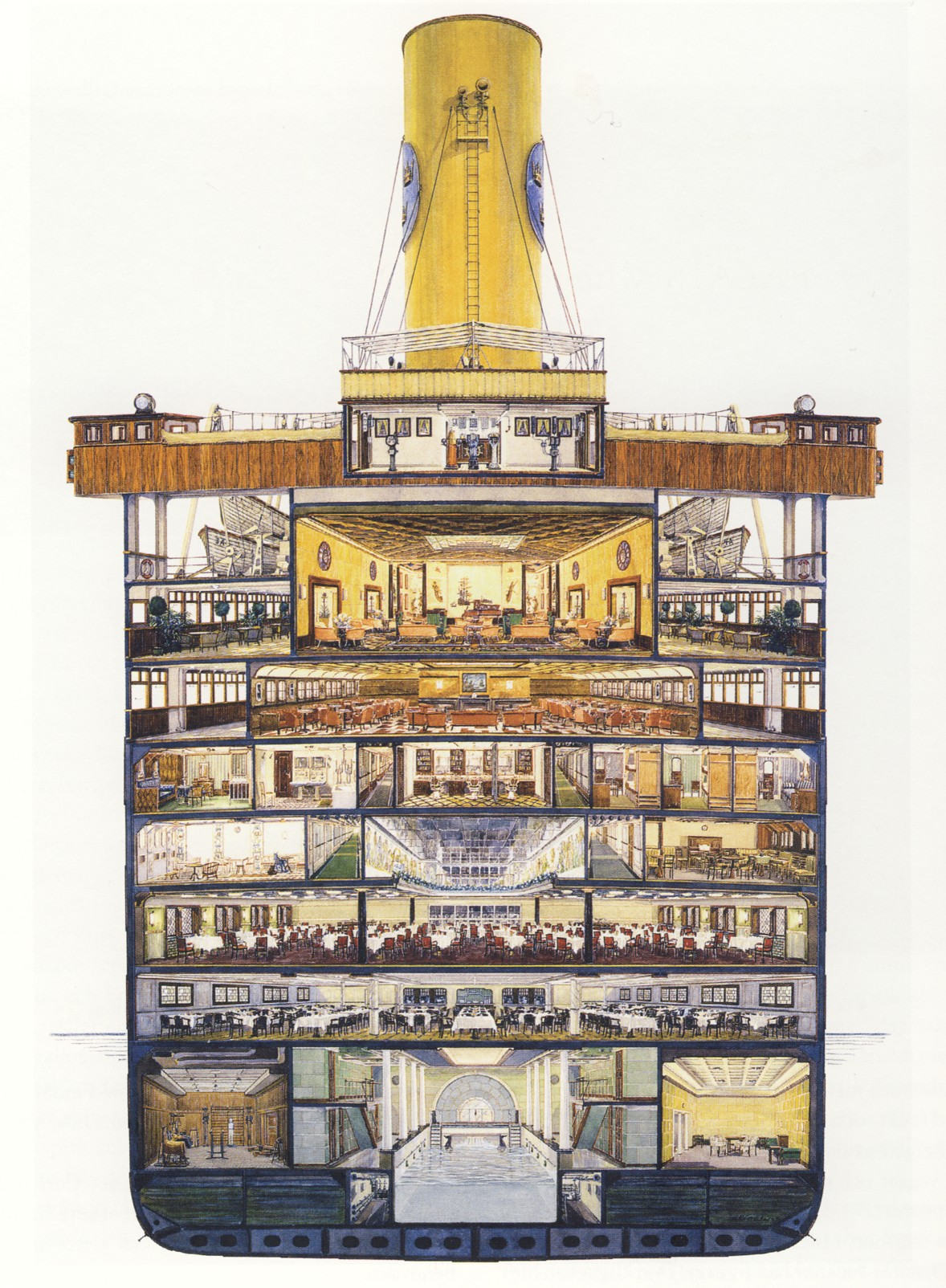
Sektion genom fartyget.
Carl Bergstens arkitektkontor.

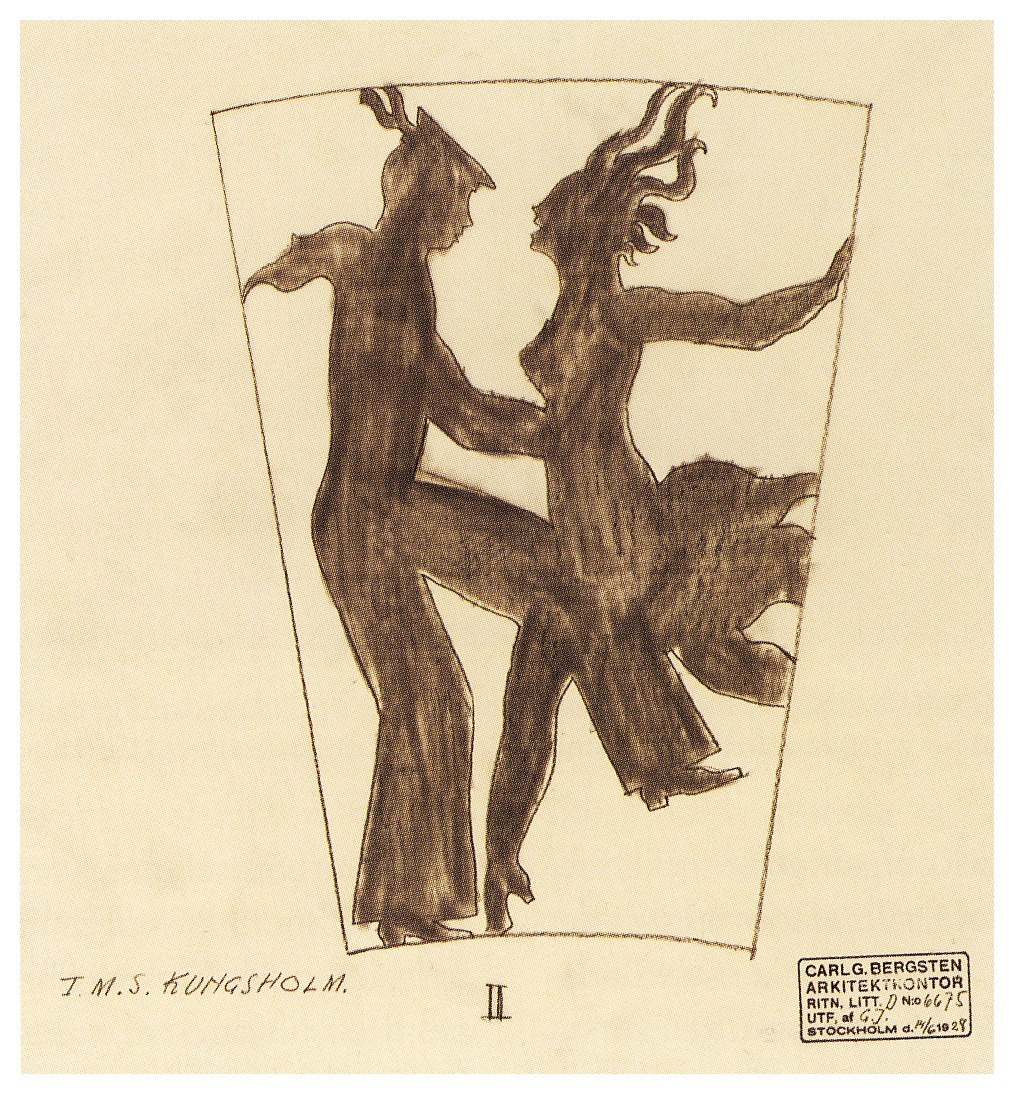
Inredningsritning av Carl Bergstens arkitektkontor 1927.

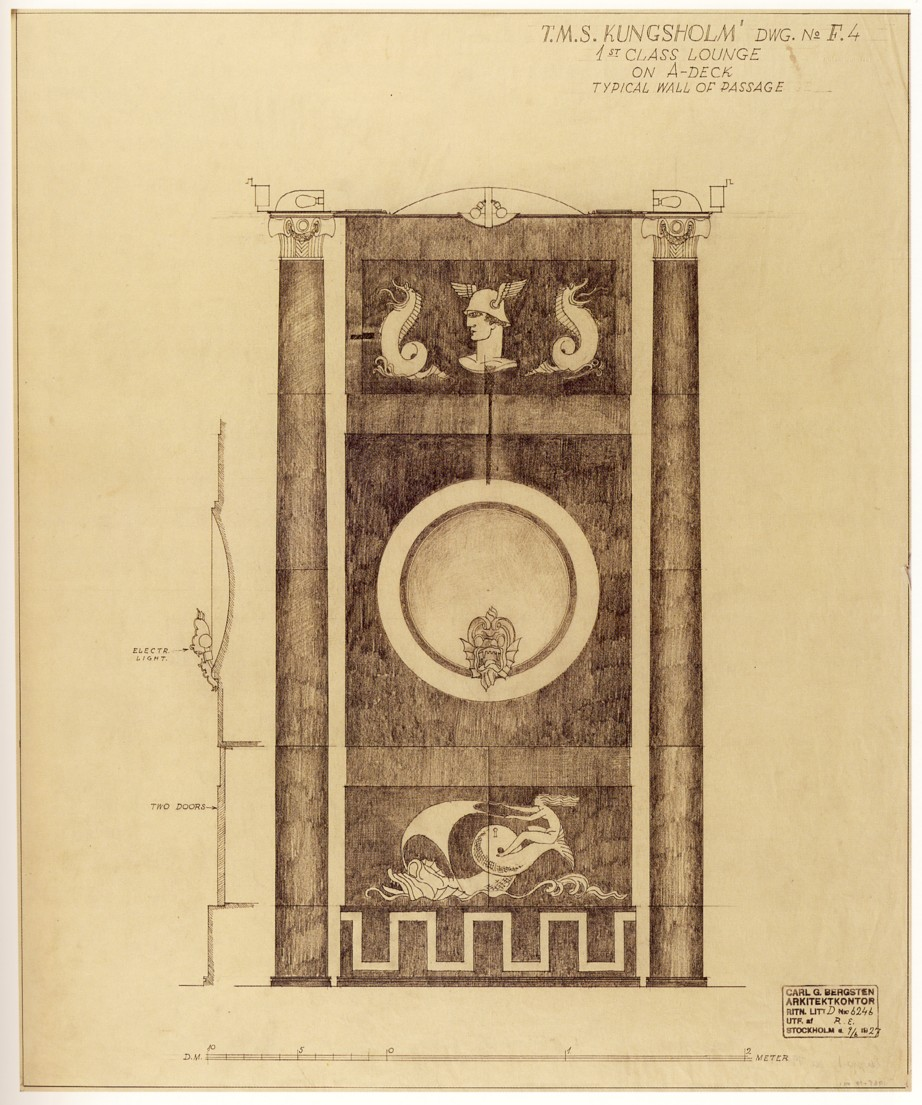
Inredningsritning av Carl Bergstens arkitektkontor 1927.

### Bakgrundsidé
Det som utmärkte M/S Kungsholm särskilt var interiören. Tanken var att Kungsholms inredning skulle visa vad svensk konstindustri och svenskt konsthantverk förmådde och att Sverige väl kunde tävla med Frankrike i konststilen art déco, även kallad svensk tjugotalsklassicism eller Swedish grace. Inredningen av fartyget var en av de mest genomarbetade i 1920-talets Sverige och krävde ungefär lika många medarbetare som inredningen av Stockholms stadshus.

### Inblandade
Till ansvarig för den konstnärliga gestaltningen valdes arkitekt Carl Bergsten, känd som arkitekt för bland annat Liljevalchs konsthall några år tidigare. Han samlade bland de bästa av dåtidens svenska formgivare och inredningskonstnärer kring sig. Där fanns Oscar Nilsson, Carl Malmsten, Simon Gate, Edward Hald, Wilhelm Kåge, Isaac Grünewald, Elsa Gullberg, Märta Måås-Fjetterström, Rolf Engströmer, Gustaf Sandberg och många fler. Att Carl Bergsten och hans medarbetare hade lyckats väl visade den positiva internationella reaktionen. Man ansåg att inte ens fransmännen kunde ha åstadkommit något bättre. En italiensk fartygsarkitekt yttrade följande kommentar om Kungsholm: "När jag var färdig med mitt fartyg kände jag mig stolt, men när jag nu sett Kungsholm skäms jag".

## Bilder

Första klass musikrum och sällskapsrum.
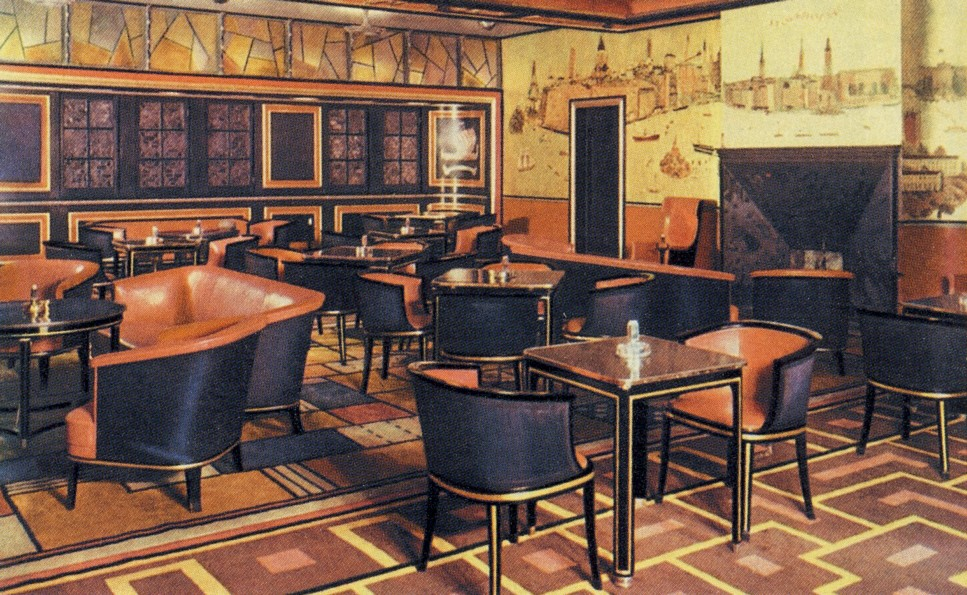
Första klass vestibul.
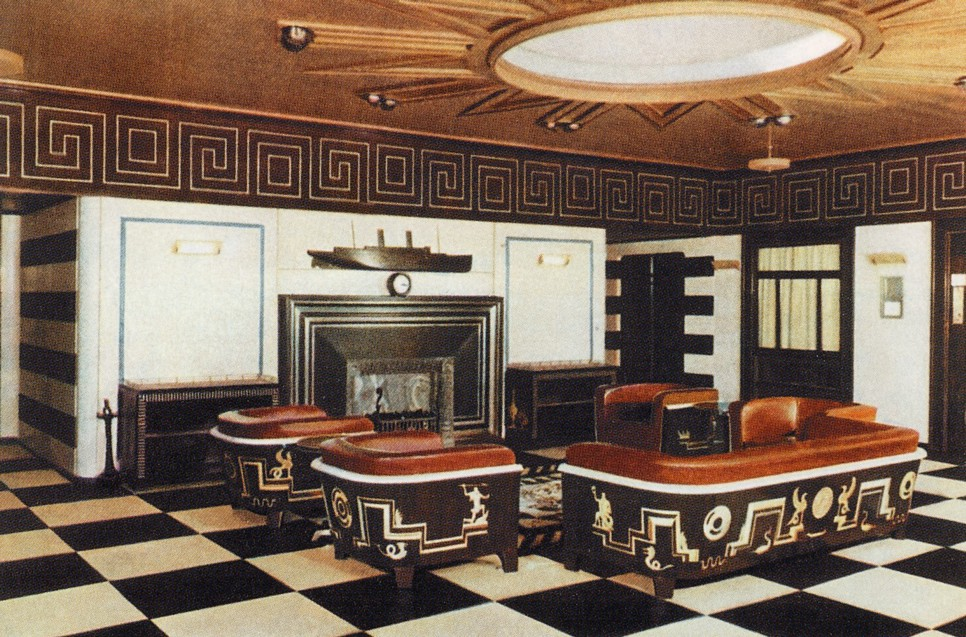
Första klass rökrum.
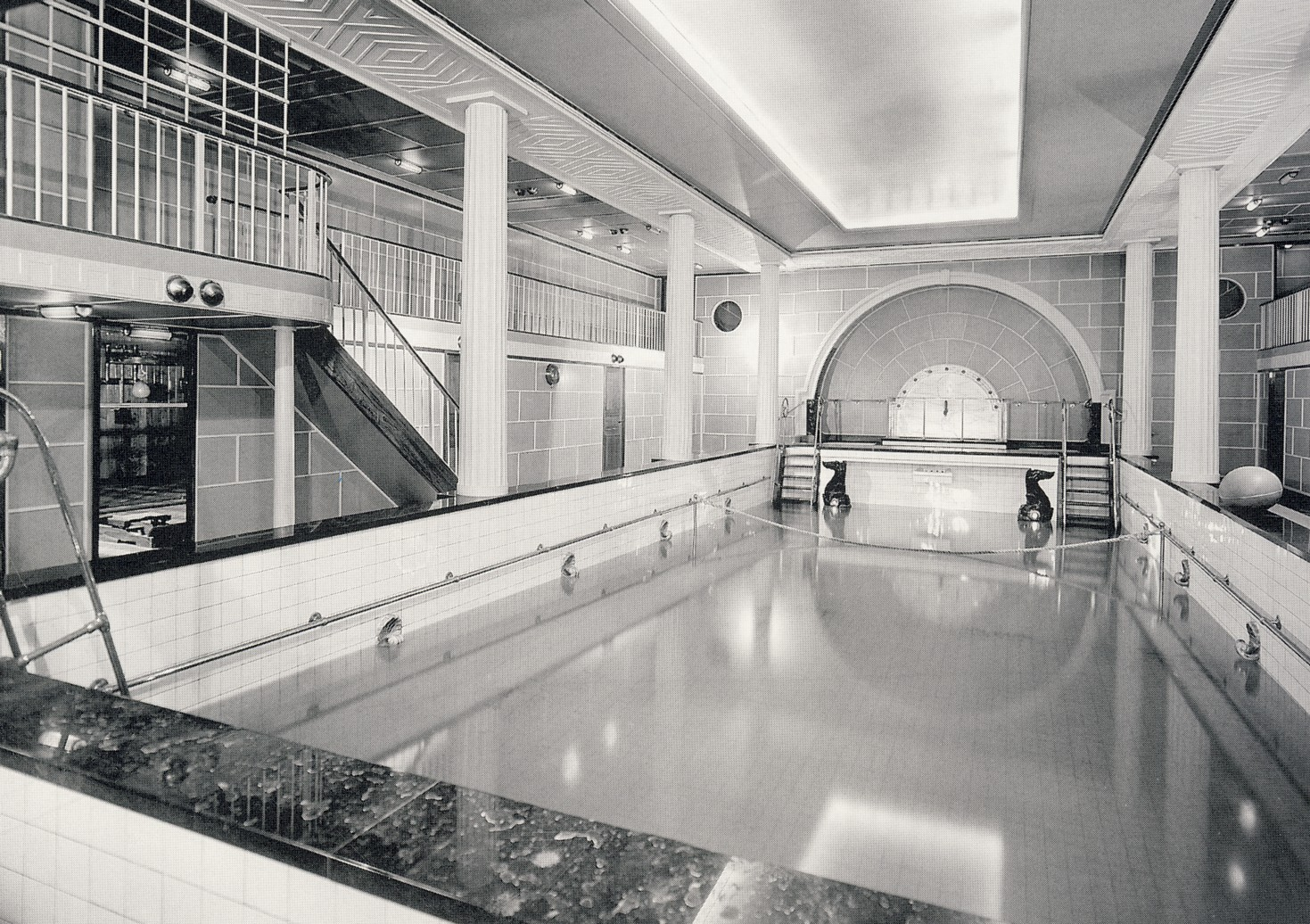
Simhallen.
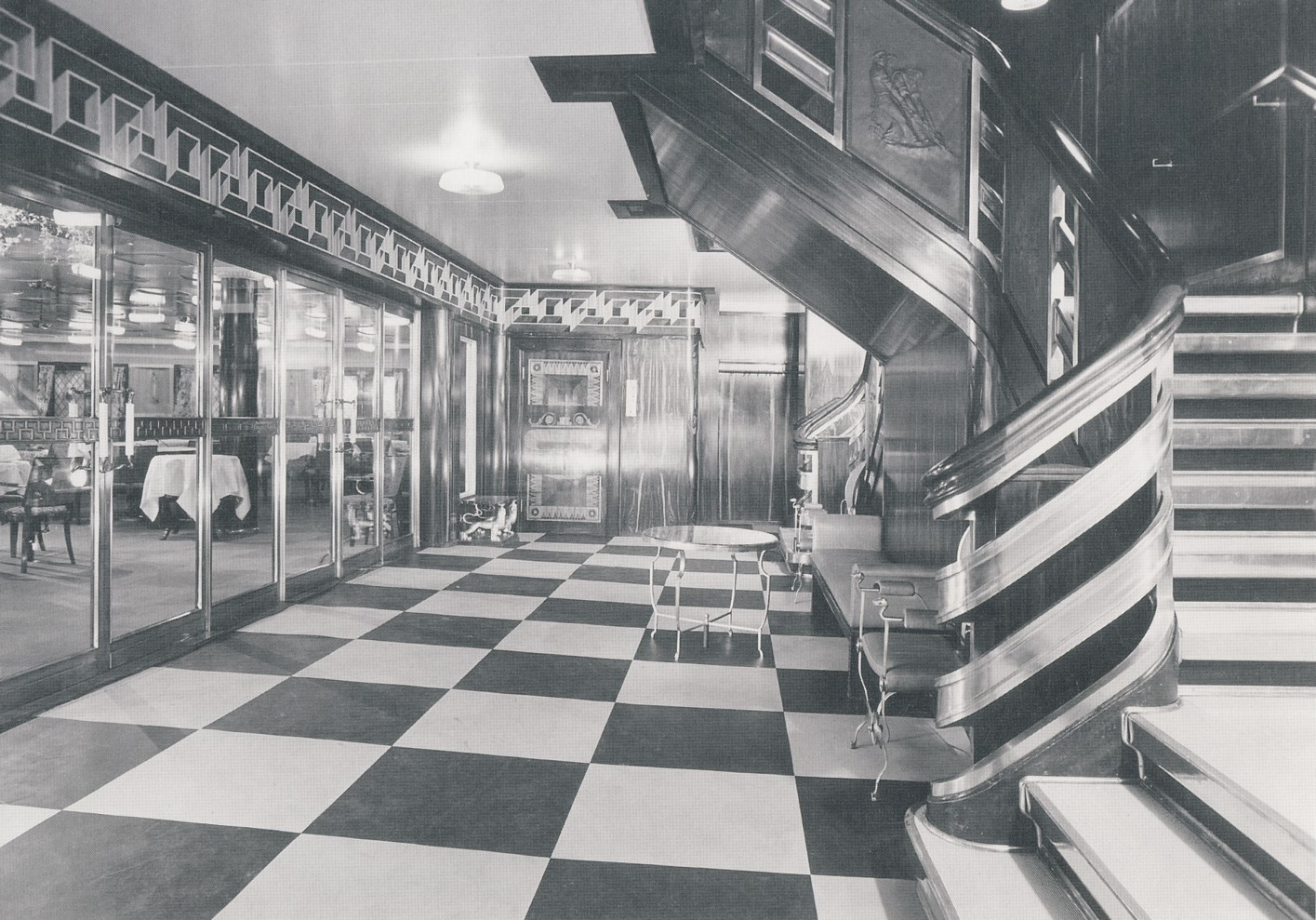
Trappan, 1:a klass matsal.